# Sijmons
Sijmons is een Nederlandstalige familienaam die zowel in Nederland als in Vlaanderen door heel wat mensen gedragen wordt. Het is een patroniem uit de voornaam Sijmon, wat een variant is op de naam Simon. In Nederland waren er in het jaar 2007 zo'n 616 mensen met de naam Sijmons, in België waren er in 2008 zo'n 185 mensen met deze naam. Een variant is Symons, deze komt in België meer voor dan Sijmons, in Nederland is de situatie omgekeerd.

## Bekende naamdragers
- Fons Sijmons (1955-2013), een Belgische muzikant
- Herman Sijmons (1881-1961), een Nederlands architect
- Karel Sijmons (1908-1989), een Nederlands architect